# Bouton (Iowa)
Bouton é uma cidade localizada no Estado americano de Iowa, no Condado de Dallas.

## Demografia
Segundo o censo americano de 2000, a sua população era de 136 habitantes. 
Em 2006, foi estimada uma população de 145, um aumento de 9 (6.6%).

## Geografia
De acordo com o United States Census Bureau tem uma área de 
0,4 km², dos quais 0,4 km² cobertos por terra e 0,0 km² cobertos por água.

## Localidades na vizinhança
O diagrama seguinte representa as localidades num raio de 16 km ao redor de Bouton. 